# Sistema de instrumentación
Un Sistema de instrumentación contiene N instrumentos conectados por un bus común comandado generalmente por un sistema de control general.
Para crear este sistema, se pueden usar instrumentos especiales para la conexión a este tipo de buses o instrumentos pensados para acoplarles un conector al bus.
Ejemplos de estos tipos de bus son el PXI o VXI para el primer grupo de instrumentos, y GPIB o basados en ethernet para el segundo.